# 新塭 (新北市)
新塭，是台灣新北市五股區的一個地名，位於該區南部。相較於今日行政區，其範圍大致包括更寮里西南部、興珍里西部。
境內有新北產業園區（前身為五股工業區），由於其與五股區主要部分有中山高速公路阻隔，隨著五股工業區的開發，使新塭南部在1970年代後期逐漸融入新莊區的生活圈，與五股市區的關係有淡化的現象。

## 歷史
台灣清治末期至日治前期，該地區為一街庄，稱為「新塭庄」（臺灣堡圖寫為「新温庄」），隸屬於興直堡。該庄北及東與更藔庄為鄰，南與頭前庄、中港厝庄為鄰，西邊為楓樹腳庄、水碓庄。
1920年（日治大正九年），該庄改制為「新塭」大字，隸屬於臺北州新莊郡五股庄。戰後五股庄改制為五股鄉，隸屬於臺北縣，大字亦改制為村。2010年12月，臺北縣改制為新北市，五股鄉改制為五股區，村亦改制為里。

## 交通
國道1號橫向經過新塭北部，在西鄰的水碓地區設有五股交流道。省道台64線（東西向快速公路八里新店線）縱向經過東北部，在北鄰的更寮地區設有五股二交流道。

## 工業區
- 五股工業區（部分）

## 公園
- 五股溼地公園